# Iryna Jatczanka
Iryna Wasiljeuna Jatczanka (białorus. Ірына Васільеўна Ятчанка, ros. Ирина Васильевна Ятченко, Irina Wasiljewna Jatczenko; ur. 31 października 1965 w Homlu) – białoruska lekkoatletka, dyskobolka.
Podczas pięciu startów na igrzyskach olimpijskich zdobyła dwa brązowe medale: w Sydney w 2000 i Atenach w 2004 (ten z 2004 odebrany decyzją MKOl 5 grudnia 2012). Wcześniej w Barcelonie w 1992 była siódma, a w Atlancie w 1996 dwunasta, zaś podczas igrzysk olimpijskich w Pekinie (2008) zajęła 11. pozycję.
Największy sukces w karierze odniosła zdobywając złoty medal podczas mistrzostw świata w 2003 rozegranych w Paryżu. Czterokrotnie była mistrzynią Białorusi (w 1997, 2003, 2004 i 2008), druga zawodniczka Finału Grand Prix IAAF (Turyn 1992), trzecia zawodniczka Światowego Finału IAAF (Monako 2004). Jej rekord życiowy z 2004 wynosi 69,14 m, był to najlepszy wynik na świecie w tym roku.
W 2010 ogłosiła zakończenie międzynarodowej kariery sportowej. Jest żoną młociarza Ihara Astapkowicza.